# Crouy-en-Thelle
Crouy-en-Thelle és un municipi francès, situat al departament de l'Oise i a la regió dels Alts de França. L'any 2007 tenia 998 habitants.

## Demografia

### Població
El 2007 la població de fet de Crouy-en-Thelle era de 998 persones. Hi havia 344 famílies de les quals 52 eren unipersonals (8 homes vivint sols i 44 dones vivint soles), 100 parelles sense fills, 176 parelles amb fills i 16 famílies monoparentals amb fills.
La població ha evolucionat segons el següent gràfic:
Habitants censats

### Habitatges
El 2007 hi havia 364 habitatges, 350 eren l'habitatge principal de la família, 5 eren segones residències i 9 estaven desocupats. 337 eren cases i 27 eren apartaments. Dels 350 habitatges principals, 305 estaven ocupats pels seus propietaris, 43 estaven llogats i ocupats pels llogaters i 2 estaven cedits a títol gratuït; 6 tenien una cambra, 18 en tenien dues, 35 en tenien tres, 83 en tenien quatre i 208 en tenien cinc o més. 304 habitatges disposaven pel capbaix d'una plaça de pàrquing. A 116 habitatges hi havia un automòbil i a 226 n'hi havia dos o més.

### Piràmide de població
La piràmide de població per edats i sexe el 2009 era:
| Homes | Edats   | Dones |
| ----- | ------- | ----- |
| 0     | 95 o +  | 0     |
| 4     | 90 a 94 | 8     |
| 4     | 85 a 89 | 16    |
| 4     | 80 a 84 | 12    |
| 4     | 75 a 79 | 8     |
| 8     | 70 a 74 | 8     |
| 12    | 65 a 69 | 16    |
| 20    | 60 a 64 | 16    |
| 24    | 55 a 59 | 20    |
| 36    | 50 a 54 | 32    |
| 60    | 45 a 49 | 44    |
| 28    | 40 a 44 | 64    |
| 44    | 35 a 39 | 36    |
| 24    | 30 a 34 | 40    |
| 32    | 25 a 29 | 16    |
| 40    | 20 a 24 | 28    |
| 64    | 15 a 19 | 36    |
| 32    | 10 a 14 | 40    |
| 20    | 5 a 9   | 32    |
| 20    | 0 a 4   | 16    |

## Economia
El 2007 la població en edat de treballar era de 688 persones, 529 eren actives i 159 eren inactives. De les 529 persones actives 492 estaven ocupades (261 homes i 231 dones) i 37 estaven aturades (17 homes i 20 dones). De les 159 persones inactives 60 estaven jubilades, 50 estaven estudiant i 49 estaven classificades com a «altres inactius».

### Ingressos
El 2009 a Crouy-en-Thelle hi havia 362 unitats fiscals que integraven 1.063 persones, la mediana anual d'ingressos fiscals per persona era de 22.504 €.

### Activitats econòmiques
Dels 33 establiments que hi havia el 2007, 1 era d'una empresa alimentària, 5 d'empreses de fabricació d'altres productes industrials, 7 d'empreses de construcció, 2 d'empreses de comerç i reparació d'automòbils, 2 d'empreses de transport, 1 d'una empresa d'hostatgeria i restauració, 1 d'una empresa d'informació i comunicació, 2 d'empreses financeres, 6 d'empreses immobiliàries, 1 d'una empresa de serveis, 2 d'entitats de l'administració pública i 3 d'empreses classificades com a «altres activitats de serveis».
Dels 9 establiments de servei als particulars que hi havia el 2009, 1 era un taller de reparació d'automòbils i de material agrícola, 1 guixaire pintor, 1 fusteria, 3 lampisteries, 1 electricista, 1 perruqueria i 1 saló de bellesa.
L'únic establiment comercial que hi havia el 2009 era una fleca.
L'any 2000 a Crouy-en-Thelle hi havia 3 explotacions agrícoles.

## Equipaments sanitaris i escolars
El 2009 hi havia una escola elemental.

## Poblacions més properes
El següent diagrama mostra les poblacions més properes.